# Камерунская национально-демократическая партия
Камерунская национально-демократическая партия — политическая партия, выступавшая за независимость и действовавшая в Южном Камеруне (ныне Северо-Западный и Юго-Западный регионы Республики Камерун) в период существования мандатной территории Великобритании.

## До обретения независимости
«Камерунская национально-демократическая партия» (КНДП) была сформирована в 1955 году Джоном Нгу Фончей и изначально стремилась к тесным отношениям с «Союзом народов Камеруна» (СНК) и в первые дни включала в себя ряд членов этого союза, бежавших от преследований во французской части. Однако, хотя Джон Нгу Фонча и поддерживал автономию Юга, эта идея была отвергнута «Союзом народов Камеруна», который хотел полного воссоединения. КНДП прекратила свои отношения с СНК в 1957 году, а франкоязычная партия была запрещена на британской территории. Партия также отделилась от «Камерунского национального конгресса» (КНК) (членом которого ранее был Джон Нгу Фонча), и две партии стали непримиримыми соперниками из-за поддержки членами КНК включения в состав Нигерии.  Позиция КНДП оказалась наиболее популярной, и она победила на выборах в законодательные органы в 1959 году, заставив КНК перейти в оппозицию. Как правящая партия они поддерживали объединённый независимый Камерун, но организованный по федеральному принципу, и это было одобрено на референдуме в 1961 году.  В результате «Национальный конвент народа Камеруна» (НКНК) под руководством Эмманюэля Эндели, который поддерживал Нигерию, стал основным источником оппозиции гегемонии КНДП, а попытки КНДП поглотить эту партию терпели неудачу из-за межличностных конфликтов.

## После обретения независимости и объединения
После обретения независимости Камерун в значительной степени отступил от демократических принципов, поскольку КНДП в Западном Камеруне и «Камерунский союз» в Восточном Камеруне установили свои соответствующие гегемонии. Однако, в то время как Ахмаду Ахиджо и «Камерунский союз» имели полный контроль на Востоке, КНДП изначально не пользовалась таким же уровнем поддержки, их 78 % голосов на парламентских выборах 1964 года были немного ниже 98 %, полученных «Камерунским союзом».
Джон Нгу Фонча был вынужден отказаться от своего поста премьер-министра Западного Камеруна в 1965 году, когда был избран вице-президентом страны по общему списку, поскольку конституция Камеруна гласила, что обе должности не могут быть заняты одновременно. В результате Августин Нгом Жуа был выбран новым премьер-министром, хотя в 1966 году последовал раунд ожесточенной борьбы, в ходе которой Саломон Танденг Муна, который был важной фигурой в КНДП, отделился, чтобы сформировать свой собственный «Камерунский объединенный конгресс» (КОК).  Первоначально это ослабило КНДП, особенно по отношению к «Камерунскому союзу», которая была единственной эффективной партией на востоке. Однако вскоре доминирование КНДП стало столь же полным, когда и НКНК, и КОК были поглощены КНДП.  Наконец, две доминирующие партии объединились в одну, «Камерунский национальный союз», и почти сразу же этот союз стал единственной партией в унитарном государстве.

## Попытка возрождения
В 1990 году Викторин Амени Биелеу поднял вопрос о возможности восстановления КНДП и связался с Джоном Нгу Фончей, чтобы заручиться его поддержкой. Однако этого не произошло, и поэтому планы были отложены в пользу сформирования новой партии — «Союза демократических сил Камеруна».